# Natural City
Natural City (em coreano: 내츄럴 시티) (br: A batalha dos ciborgues / pt: 2080 Amor cibernético) é um filme sul-coreano que estreou no dia 5 de setembro de 2003 e foi escrito e dirigido por Byung-chun Min.
O filme apresenta ação e efeitos especiais totalmente digitalizados em sequências cheias de realismo.

## Sinopse
Uma força de segurança denominada MP entra em guerra contra os ciborgues no ano de 2080, quando os avanços na área de engenharia genética possibilitaram a manipulação do DNA humano, criando robôs com alta inteligência artificial usando neuro-chips, que os tornaram quase humanos. A batalha começou, homens e máquinas lutam pelo domínio da tecnologia.

## Elenco
- Yoo Ji-tae .... R
- Lee Jae-eun .... Cyon
- Seo Lin .... Ria
- Jeong Eun-pyo ... Croy
- Yoon Chan .... Noma
- Jeong Doo-hong .... Cypher